# Brześć Kujawski
Brześć Kujawski este un oraș în Polonia.